# Wynigen
Wynigen (toponimo tedesco) è un comune svizzero di 2 043 abitanti del Canton Berna, nella regione dell'Emmental-Alta Argovia (circondario dell'Emmental).

## Storia
Nel 1887 ha inglobato il comune soppresso di Brechershäusern e il 1º gennaio 1911 quello di Bickigen-Schwanden; nel 1889 l'exclave di Lünisberg, fino ad allora frazione di Wynigen, fu assegnata al comune di Ursenbach.

## Monumenti e luoghi d'interesse

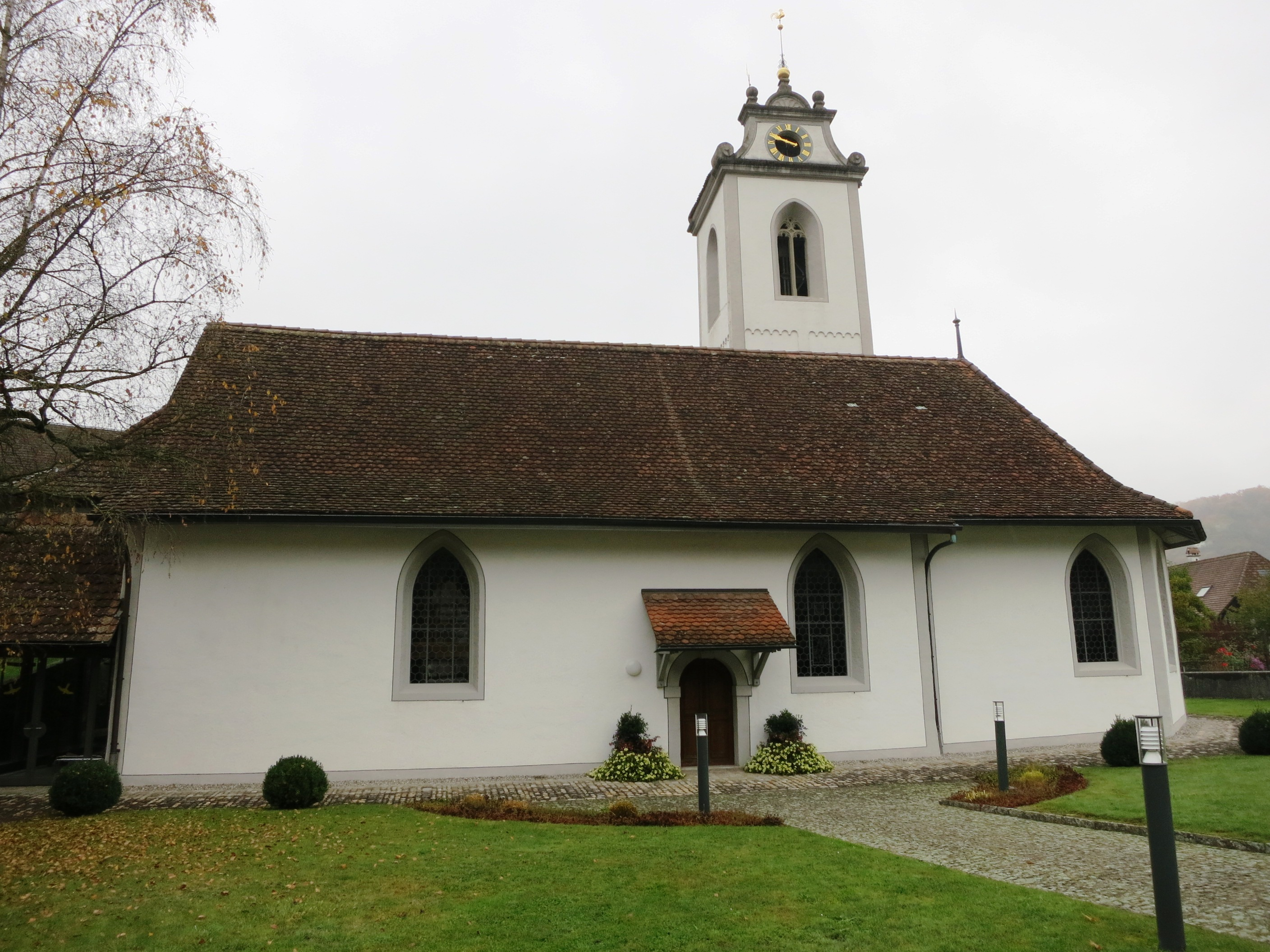
La chiesa riformata

- Chiesa riformata, attestata dal 1275 e ricostruita nel XVI secolo e nel 1671[1].

## Società

### Evoluzione demografica
L'evoluzione demografica è riportata nella seguente tabella:
Abitanti censiti

## Geografia antropica

### Frazioni e quartieri
- Bickigen[3]
  - Schwanden
- Brechershäusern[4]
- Wynigen[1]
  - Breitenegg
  - Ferrenberg
  - Kappelen
  - Mistelberg
  - Rüedisbach

## Infrastrutture e trasporti
Wynigen è servito dall'omonima stazione sulla ferrovia Berna-Olten.

## Amministrazione
Ogni famiglia originaria del luogo fa parte del cosiddetto comune patriziale e ha la responsabilità della manutenzione di ogni bene ricadente all'interno dei confini del comune.